# Parc départemental des Cormailles
Le parc départemental des Cormailles est un espace vert situé à Ivry-sur-Seine. S'étendant sur 5,3 ha c'est le principal jardin de la ville inauguré dans sa forme actuelle en 2003.

## Histoire du lieu
Le parc reprend le nom du lieu-dit « Les Cormailles », qui aurait pour origine le cormier, un arbre replanté dans ses allées. Sur ce site, des religieuses élevèrent la duchesse douairière d'Orléans, la mère du roi Louis-Philippe Ier, qui mourut au château d'Ivry-sur-Seine. Au XIXe siècle, Louis Lévèque, maire d'Ivry, y cultive des roses. Puis, sur ce même lieu est édifiée en 1827 la maison de santé du docteur Jean-Étienne Esquirol, où est interné en 1832 Sadi Carnot et, en 1948, Antonin Artaud qui y décèdent tous deux.
Des maraîchers, des usines et des habitations à bon marché  remplacent alors la maison de santé. La cité Maurice-Thorez y est construite en 1953. Dans les années 1970, le site devient un terrain vague dominé par une butte de remblais constituée des déblais de terrassement de la zone Marat, dernière tranche de la rénovation du Centre Ville d'Ivry.

## Parc

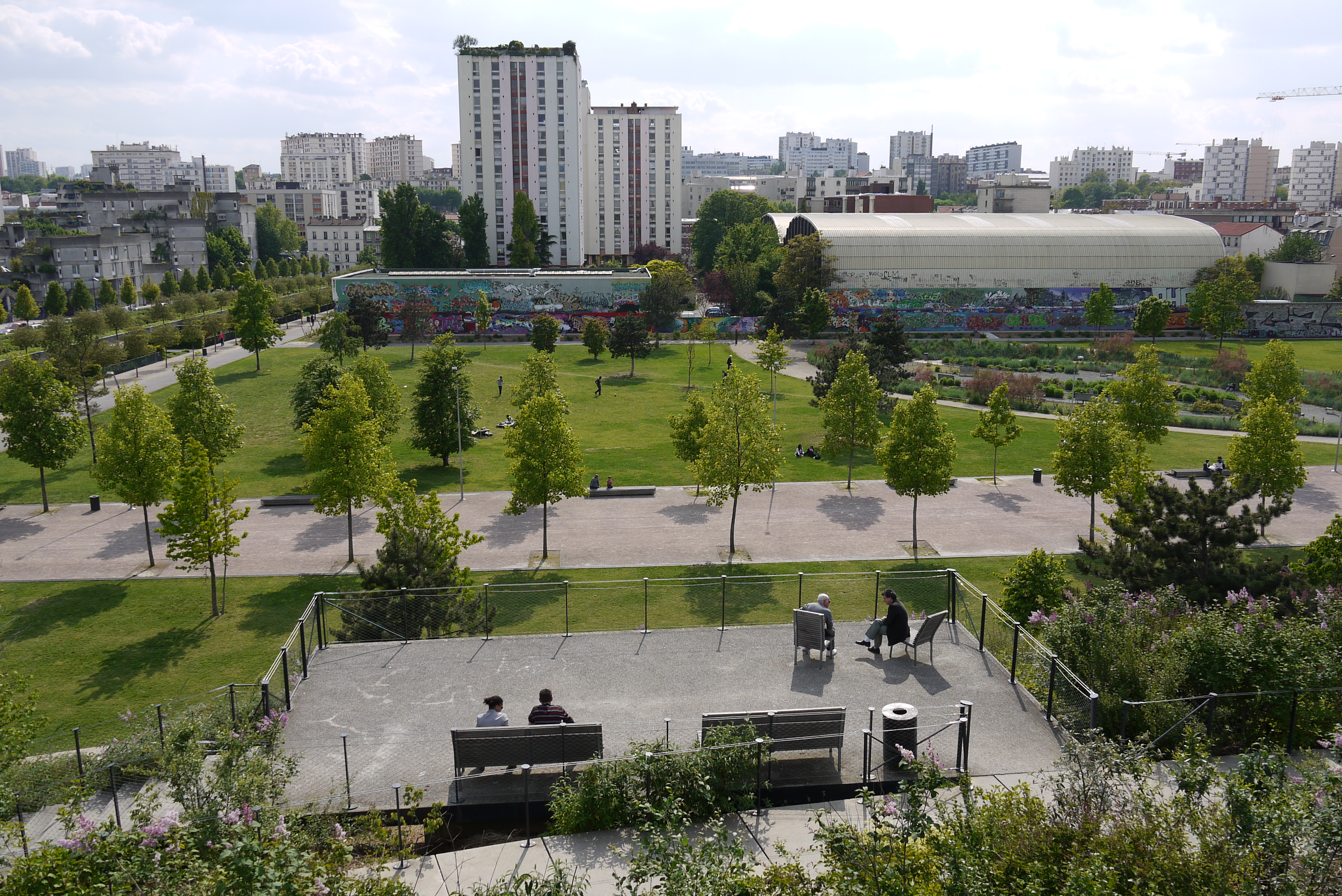
Le parc vu depuis le belvédère.

Inauguré en deux tranches, d'abord en 2003 puis en 2006, le parc des Cormailles est lauréat, en 2007, du Grand prix national du paysage.
Le parc, situé entre la cité Maurice-Thorez et les lignes de chemin de fer qui mènent à la gare d'Austerlitz, est accessible par l'avenue Georges-Gosnat, au cœur d'Ivry-sur-Seine. Il est conçu, selon les paysagistes de l'agence TER qui en sont les maîtres d'œuvre, autour de trois échelles de perception possibles : celle du paysage aux vues lointaines qu'offre le belvédère, celle du parc aux allées qui prolongent celles de la ville, et celle du jardin avec les jeux pour enfants, les toboggans et les bancs publics.
Situé en partie sous le parc, le complexe des Cormailles est un ensemble d'ouvrages hydrotechniques souterrains destiné à réguler les écoulements d'eau de pluie vers la Seine et à empêcher les inondations du centre ville.

## Arbres
Des quelques cormiers (sorbus domestica) plantés à l'origine, un seul subsiste. Il se trouve au nord de la butte face à la cabane des jardiniers. Au printemps 2017, il avait une circonférence de 32,5 cm à 1,30 m de hauteur et il a fleuri. D'autres cormiers pourraient être plantés dans les années à venir.
Par ailleurs il y a plusieurs sorbiers des oiseleurs (sorbus aucuparia) présents dans le parc qui peuvent facilement être confondus avec le cormier.